# NGC 5048
NGC 5048 é uma galáxia elíptica (E-S0) localizada na direcção da constelação de Hydra. Possui uma declinação de -28° 24' 40" e uma ascensão recta de 13 horas, 16 minutos e 08,3 segundos.
A galáxia NGC 5048 foi descoberta em 30 de Março de 1835 por John Herschel.